# Рауль III де Фужер
Рауль III де Фужер (Raoul III de Fougères; ок. 1207 — 24 марта 1256) — последний сеньор Фужера (с 1212).
Единственный сын Жоффруа де Фужера (ум. 1212) и его жены Матильды де Пороэт.
В 1212 г. наследовал отцу. Первое время находился под опекой своего кузена Жюэля де Маенна (Juhel de Mayenne), а после его смерти в 1220 г. — под опекой Пьера Моклерка — мужа герцогини Бретани Аликс де Туар.
В 1230 г., после того как Пьер Моклерк перешёл на сторону Англии, Рауль III де Фужер принёс оммаж французскому королю Людовику IX и разрешил ввести в город его гарнизон. Бретонцы захватили замок Фужер, однако вскоре король восстановил статус-кво. Война закончилась сначала подписанием трёхлетнего перемирия (24 июня 1231), затем Пьер Моклерк полностью подчинился королю (июль 1234).
В 1231 году умер дед Рауля III де Фужера — Эдон III де Пороэт, не оставивший сыновей. В результате нескольких разделов (1239, 1241 и 1248) Рауль III, мать которого была старшей дочерью покойного графа, получил 2/3 всех владений, в том числе город Жослен, Лануэ с его лесом и приход Моон (но без графского титула). По 1/6 графства Пороэт получили мужья двух других дочерей Эдона III, Алиеноры и Жанны, — Пьер де Шемийе и Оливье де Монтобан.
В 1248 году Рауль III де Фужер вместе с королём Людовиком IX отправился в крестовый поход в Египет.
Он был женат на Изабелле де Краон (1224-после 1271), дочери Амори де Краона, племяннице своего бывшего опекуна Жюэля де Маенна. Дочь:
- Жанна де Фужер, с 29 января 1254 жена Гуго XII де Лузиньяна, графа Марша и Ангулема.

В 1307 году Ги де Лузиньян, сын Гуго XII, вступил в тайный союз с англичанами. Узнав об этом, король Филипп IV объявил его владения конфискованными. Однако он оставил сеньорию Фужер в пожизненное владение Иоланде — сестре Ги, умершей в 1314 г.
Именем Рауля III де Фужера (укрепившего в 1240 г. там замок) назван город Марсийе-Рауль (фр.).